# Joe Matt
Joe Matt (3 de septiembre de 1963 - 18 de septiembre de 2023) fue un caricaturista estadounidense, conocido sobre todo por su obra autobiográfica, Peepshow.

## Primeros años de vida
Joe Matt nació y creció en Lansdale, Pensilvania, un suburbio de clase media de Filadelfia . Tenía tres hermanos. Su madre era ama de casa. Su padre tuvo una variedad de trabajos diferentes, incluido el de propietario de una tienda de alfombras y trabajó durante mucho tiempo para Amtrak. En palabras de Matt, "parecía saltar mucho de un trabajo a otro". Matt atribuyó la falta de dinero de su infancia al origen de su posterior hábito de ser tacaño. Asistió a una escuela católica hasta el grado 12. 
Matt desarrolló habilidades de dibujo a los cinco años, dijo que se consideró un artista toda su vida. Su madre lo animó en esta búsqueda, ya que ella misma asistió al Philadelphia College of Art antes de abandonar sus estudios para criar a su familia. Sus primeras influencias fueron Peanuts de Charles Schulz y Li'l Abner de Al Capp, que recopilaba recortando la tira del periódico. 
Matt obtuvo un título de la Philadelphia College of Art, con especialización en ilustración. Después de graduarse, intentó afianzarse en la ilustración de revistas en Nueva York, pero fracasó. Comenzó a dibujar cómics en 1987 después de conseguir un trabajo en la tienda de cómics Fat Jack's Comicrypt de Filadelfia y trabajar como asistente para su amigo y compañero de universidad Matt Wagner, el creador de Grendel y Mage . 
En su cómic autobiográfico Peepshow, Joe Matt examina sus inadecuadas habilidades sociales, su adicción a la pornografía, su relación cascarrabias y a veces físicamente abusiva con su entonces novia Trish y los efectos persistentes de su educación católica .
Matt comenzó a crear Peepshow en 1987. Durante 1992, Kitchen Sink Press publicó por entregas sus tiras de Peepshow con el título Peepshow: The Cartoon Diary of Joe Matt . Su trabajo fue publicado posteriormente por la editorial canadiense Drawn & Quarterly .
El trabajo de Joe Matt en Peepshow es parte del género de cómics autobiográficos, iniciado por las historias confesionales de Harvey Pekar y Robert Crumb . Junto a estos artistas, su trabajo incluye frecuentemente soliloquios "a cámara". Peepshow es parte de un universo autorreferencial que incluye a los contemporáneos de Matt, Chester Brown y Seth, quienes se han incluido entre sí en sus libros.
En 2004, HBO comenzó a desarrollar una serie animada basada en The Poor Bastard, una colección de historias de Peepshow #1 a #6, producida por Matt y David X. Cohen .  Sin embargo, Joe Matt afirmó más tarde que "recuperaron el sentido y cambiaron de opinión".
El último número de Peepshow, #14, salió a la venta en 2006, y en 2007 se lanzó una colección de Peepshow #11-14 titulada Consumido.
Matt trabajó como colorista para otros cómics para llegar a fin de mes, sobre todo en cómics de superhéroes, un género que no le gustaba. Entre sus créditos como colorista se encuentran la serie limitada Batman / Grendel, Fish Police y Jonny Quest .

## Vida personal y muerte
Matt vivió ilegalmente en Canadá de 1988 a 2002 tal y como cuenta él mismo en su obra Consumido. Posteriormente vivió en el barrio Los Feliz de Los Ángeles, California . 
Joe Matt murió el 18 de septiembre de 2023 de un ataque cardíaco mientras trabajaba en su escritorio. Tenía 60 años.  

## Premios
Por Peepshow, Matt fue nominado a cuatro premios Harvey : al Mejor Talento Revelación en 1990 y al Premio del Humor en 1991, 1992 y 1993.
Matt fue nominado a un premio Harvey en 1989 por su trabajo de coloración en la serie Batman/Grendel. 

### Trabajos citados
- Booker, M. Keith (2010). «Matt, Joe». Encyclopedia of Comic Books and Graphic Novels: [Two Volumes]. ABC-CLIO. pp. 396-397. ISBN 978-0-313-35747-3.